# Alexander Ogando
Alexander Ogando Bautista (San Juan de la Maguana, 3 maggio 2000) è un velocista dominicano, primatista nazionale dei 100 metri piani e dei 200 metri piani.

## Carriera
Nel 2021 ha vinto la medaglia d'argento nella staffetta 4×400 metri mista alle Olimpiadi di Tokyo; nel 2022, nella stessa disciplina, si è invece laureato campione del mondo nella rassegna iridata di Eugene.

## Record nazionali
- 100 metri piani: 10"09 ( Chorzów, 25 agosto 2024)
- 200 metri piani: 19"86 ( Eugene, 19 luglio 2022)
- Staffetta 4×400 metri mista: 3'09"82 ( Eugene, 15 luglio 2022) (con Lidio Andrés Feliz, Marileidy Paulino e Fiordaliza Cofil)

## Palmarès
| Anno | Manifestazione             | Sede         | Evento        | Risultato | Prestazione | Note                                     |
| ---- | -------------------------- | ------------ | ------------- | --------- | ----------- | ---------------------------------------- |
| 2021 | World Relays               | Chorzów      | 4×400 m mista | Bronzo    | 3'17"58     |                                          |
| 2021 | Giochi olimpici            | Tokyo        | 4×400 m mista | Argento   | 3'10"21     | Record nazionale                         |
| 2022 | Campionati ibero-americani | La Nucia     | 200 m piani   | Oro       | 20"27       |                                          |
| 2022 | Campionati ibero-americani | La Nucia     | 4×100 m       | Argento   | 39"19       | Miglior prestazione personale            |
| 2022 | Campionati ibero-americani | La Nucia     | 4×400 m       | Oro       | 3'00"98     | Miglior prestazione personale            |
| 2022 | Mondiali                   | Eugene       | 200 m piani   | 5º        | 19"93       |                                          |
| 2022 | Mondiali                   | Eugene       | 4×400 m mista | Oro       | 3'09"82     | Record nazionale                         |
| 2023 | Giochi CAC                 | San Salvador | 200 m piani   | Oro       | 19"99       |                                          |
| 2023 | Giochi CAC                 | San Salvador | 4x400 m mista | Oro       | 3'14"81     |                                          |
| 2023 | Mondiali                   | Budapest     | 200 m piani   | 7º        | 20"23       |                                          |
| 2024 | World Relays               | Nassau       | 4x400 m mista | 5º        | 3'16"68     |                                          |
| 2024 | Giochi olimpici            | Parigi       | 200 m piani   | 5º        | 20"02       |                                          |
| 2024 | Giochi olimpici            | Parigi       | 400 m piani   | Batteria  | 45"11       | Miglior prestazione personale stagionale |